# Église Saint-Pierre de Chaptuzat
Pour les articles homonymes, voir Église Saint-Pierre.
L'église Saint-Pierre est une église catholique située à Chaptuzat, en France.

## Localisation
L'église est située dans le département français du Puy-de-Dôme, sur la commune de Chaptuzat.

## Historique
L'édifice est inscrit au titre des monuments historiques en 1925.